# ليكسايد (كولورادو)
ليكسايد (بالإنجليزية: Lakeside, Colorado)‏ هي بلدة تقع في مقاطعة جيفيرسون بولاية كولورادو في الولايات المتحدة. تبلغ مساحتها 0.6 (كم²)، وترتفع عن سطح البحر م، بلغ عدد سكانها 8 نسمة في عام 2010 حسب إحصاء مكتب تعداد الولايات المتحدة وتصل الكثافة السكانية فيها 13.3 نسمة/كم2.

## وصلات خارجية
- The US50 - Cities and Towns in Colorado State
- Colorado Cities and Towns, Facts, Map, Flag, Colleges, Government, and More